# Helmut Lipfert (Wirtschaftswissenschaftler)
Helmut Lipfert (* 5. Mai 1924 in Braunschweig; † 27. September 2008 in Hamburg) war ein deutscher Wirtschaftswissenschaftler.

## Leben
Lipfert studierte an der Fakultät für Staats- und Rechtswissenschaften der Philipps-Universität in Marburg. Dort wurde er am 5. Mai 1953 mit einer Arbeit zu Kooperation und Leistungswettbewerb im Betrieb zum Dr. rer. pol. promoviert. Anschließend arbeitete er im Bankgewerbe, ab 1955 als Vorstandsassistent, von 1955 bis 1958 als Prokurist und Mitglied der Geschäftsleitung.
Von 1956 bis 1958 war er Lehrbeauftragter an der Technischen Hochschule Darmstadt (TH Darmstadt). Lipfert habilitierte sich 1958; seine Habilitationsschrift trägt den Titel Devisenhandel und Devisengeschäfte der Banken, Exporteure und Importeure. Von 1959 bis 1962 folgte eine Tätigkeit als Lehrbeauftragter an der  Universität Frankfurt/Main, 1959/60 übernahm er eine Lehrstuhlvertretung an der Westfälischen Wilhelms-Universität in Münster. 1960 wurde er an der TH Darmstadt zum Ordinarius für Betriebswirtschaftslehre ernannt. Im Jahre 1962 wurde er als Professor für Allgemeine Betriebswirtschaftslehre an die Universität Hamburg berufen; Schwerpunkt seiner Unterrichtstätigkeit war der Bank- und Versicherungsbetrieb. Gleichzeitig leitete er auch das Institut für Geld- und Kapitalverkehr der Universität Hamburg.
Im Jahre 1966 wechselte er in den Vorstand der „Rheinischen Girozentrale und Provinzialbank“, Düsseldorf, die zum 1. Januar 1969 mit der „Landesbank für Westfalen Girozentrale“, Münster, zur Westdeutschen Landesbank fusionierte. Für einige Jahre hatte er auch das  Amt des Vizepräsidenten der Rheinisch-Westfälischen Börse in Düsseldorf inne.

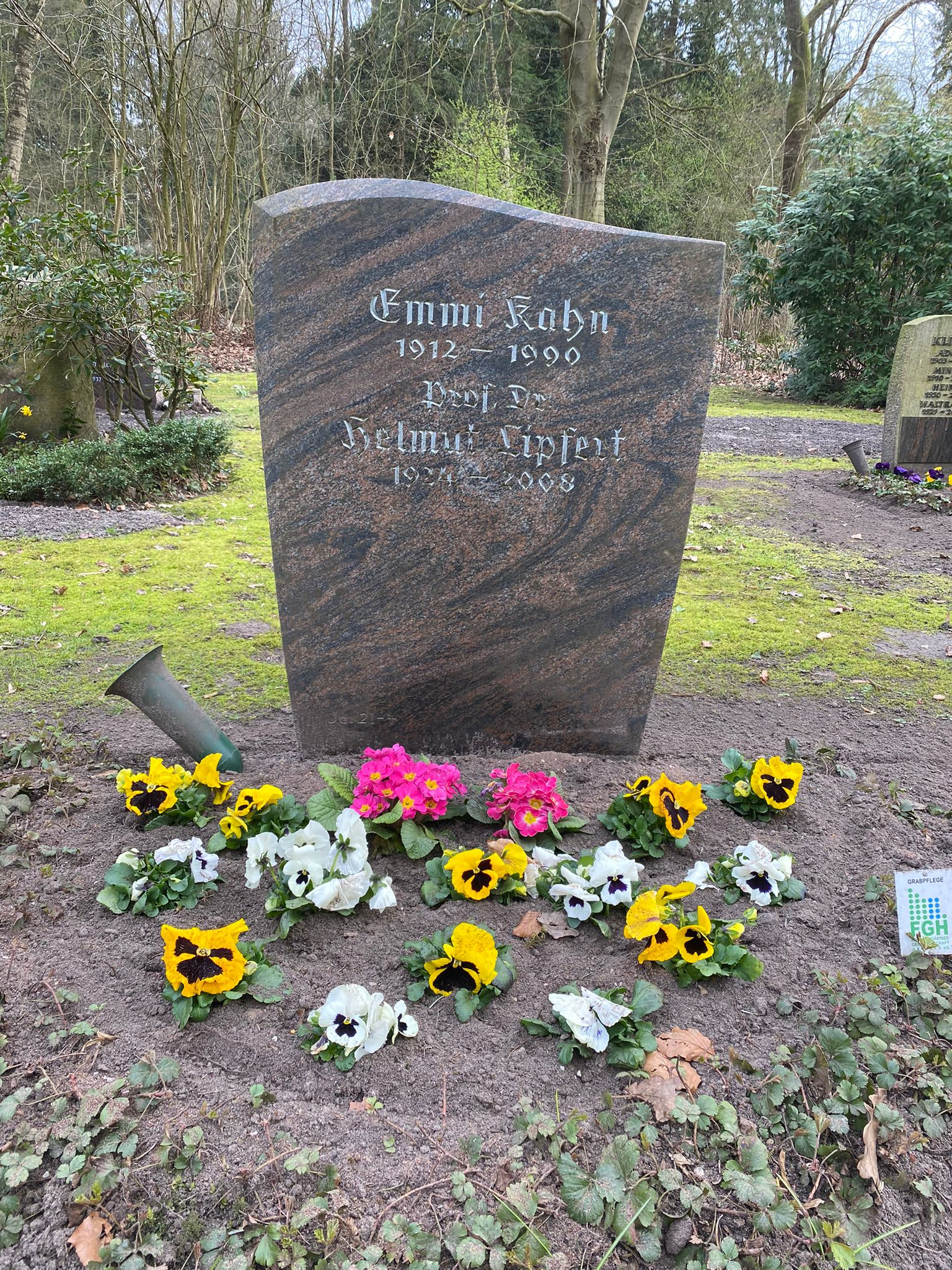
Grabstätte auf dem Friedhof Volksdorf

Die Insolvenz der Herstatt-Bank im Juni 1974 war auf massive Verluste im Devisenhandel zurückzuführen, die auch bei anderen Banken – aber nicht im Ausmaß wie bei der Herstatt-Bank – anfielen. Bei der WestLB summierten sich die Verluste auf 270 Millionen DM, für die Lipfert als im Vorstand zuständiger Ressort-Leiter die Verantwortung übernehmen musste und auf Intervention des damaligen WestLB-Vorstandsvorsitzenden Ludwig Poullain erst 49-jährig gut versorgt im Juli 1974 in den Ruhestand versetzt wurde.
Von 1975 bis 1976 lehrte er als Full Professor for Finance am Institut européen d’administration des affaires (INSEAD) in Fontainebleau. In den Jahren von 1976 bis 1982 war er auch Distinguished Visiting Professor am INSEAD.
1976 übernahm er an der Universität Hamburg den Lehrstuhl für Allgemeine Betriebswirtschaftslehre und Genossenschaftswesen, später den von ihm begründeten Lehrstuhl für Internationales Management als Spezielle Betriebswirtschaftslehre. Parallel dazu war er Geschäftsführender Direktor des Instituts für Genossenschaftswesen und für eine Wahlperiode Sprecher des Fachbereichs Wirtschaftswissenschaften.
Lipfert war Mitglied in der Börsensachverständigenkommission beim Bundesfinanzministerium und im Vorstand der Deutschen Schutzvereinigung für Wertpapierbesitz sowie Vorsitzender des Vorstandes der Europäischen Vereinigung für wirtschaftliche und soziale Entwicklung und des Aufsichtsrats der Tchibo Frisch-Röst-Kaffee AG in Hamburg.
Helmut Lipfert ruht auf dem Friedhof Volksdorf. 

## Schriften
- Devisenhandel. Devisengeschäfte der Banken, Exporteure und Importeure, Frankfurt/Main 1958
- Der deutsche Privatdiskontmarkt, Frankfurt/Main 1959
- Nationaler und internationaler Zahlungsverkehr, Wiesbaden 1960
- Der Geldmarkt, Frankfurt/Main 1962
- Geld und Kapital im Gemeinsamen Markt. Vorschläge zur Koordinierung und Entwicklung der Finanzmärkte der EWG, Düsseldorf 1962
- Einführung in die Währungspolitik, München 1964
- Internationale Finanzmärkte. Probleme und Entwicklungen eines Jahrzehnts, Frankfurt/Main 1964
- Unternehmensfinanzierung : Neues zu einem alten Thema, Darmstadt 1965
- Optimale Unternehmensfinanzierung, Frankfurt/Main 1967
- Unternehmenspolitik bei schwankender Konjunktur mit anderen, Wiesbaden 1967
- Internationaler Devisen- und Geldhandel, Frankfurt/Main 1967
- Währungsstabilität in einer integrierten Welt. Beiträge zur Geldtheorie und Geldpolitik. Festgabe für Otto Veit mit Armin Gutowski, Karl Häuser, Hans Otto Lenel und Claus Köhler, Stuttgart 1974
- Arbeitsrechts-Handbuch, München 1983
- Mitgliederförderndes Kooperations- und Konkurrenzmanagement in genossenschaftlichen Systemen, Göttingen 1986
- Devisenhandel mit Devisenoptionshandel, Frankfurt/Main 1988
- Mitgliedschaftsattraktivität als Aufgabe genossenschaftlicher Kooperationspolitik mit Rolf Lürig, Göttingen 1991